# Brona
Brona, meglio noto come Il Signore degli Inganni, è un personaggio della saga di Shannara dello scrittore fantasy Terry Brooks. È l'antagonista principale del primo romanzo della serie, La Spada di Shannara.

## Storia
Brona era uno dei più eminenti druidi del Primo Consiglio di Paranor quando a capo del consiglio era il grande druido Galaphile. Fu esiliato, insieme a molti dei suoi compagni e seguaci, perché convinto del valore della magia nera. Prima di abbandonare la fortezza di Paranor rubò il libro nero Ildatch, seguendo i precetti del quale egli raggiunse l'apice della conoscenza della magia oscura. Brona, dapprima un normale essere umano perse la sua forma fisica dopo aver tentato di preservare la propria vita oltre la morte mediante la magia oscura, diventando uno spirito coperto da un mantello nero. Il suo potere è quello della menzogna, per tale motivo è noto come "Signore degli Inganni" (molti critici hanno comparato tale figura a quella di Sauron nel Signore degli Anelli di Tolkien) e l'unica arma che può distruggerne il potere è quella della Spada di Shannara che rivela appunto la verità nascosta sotto la menzogna.
Brona, dopo essere stato cacciato da Paranor e dopo aver affinato le sue conoscenze scatenò la Prima Guerra delle Razze, controllando la Razza degli Uomini. Venne però fermato dalle altre forze delle altre Razze fuse con quelle druidiche. Si credette nella sua morte, ma Brona riuscì a perpetuare la sua leggenda per secoli successivi, tentando ancora di ottenere l'ambita rivincita contro i druidi scatenando una Seconda Guerra delle Razze. Questa volta ottenne l'alleanza dei bellicosi Troll e dei tribali Gnomi per conseguire la conquista delle Quattro Terre. I suoi emissari sono i Messaggeri del Teschio, ex druidi corrotti dalla magia dell'Ildatch. Nel prequel alla saga di Shannara, Il primo re di Shannara, si racconta della Seconda Guerra delle Razze scatenata da Brona e della sua parziale sconfitta perpetrata dal re elfico Jerle Shannara. La sua sconfitta definitiva avviene ne La Spada di Shannara ad opera di Shea Ohmsford che, a differenza di Jerle Shannara, comprende il potere della Spada e lo utilizza a suo vantaggio. Nel terzo romanzo della serie, La Canzone di Shannara, i protagonisti, Brin e Jair Ohmsford distruggono dopo alterne vicende il libro nero dell'Ildatch ponendo fine all'uso della magia nera.
Il personaggio di Brona ritorna brevemente nel romanzo Jarka Ruus della trilogia "Il druido supremo di Shannara". Esso appare nel Perno dell'Ade del Divieto e dà dei consigli a Grianne.